# Quảng trường Dr. Edvard Beneš (Liberec)

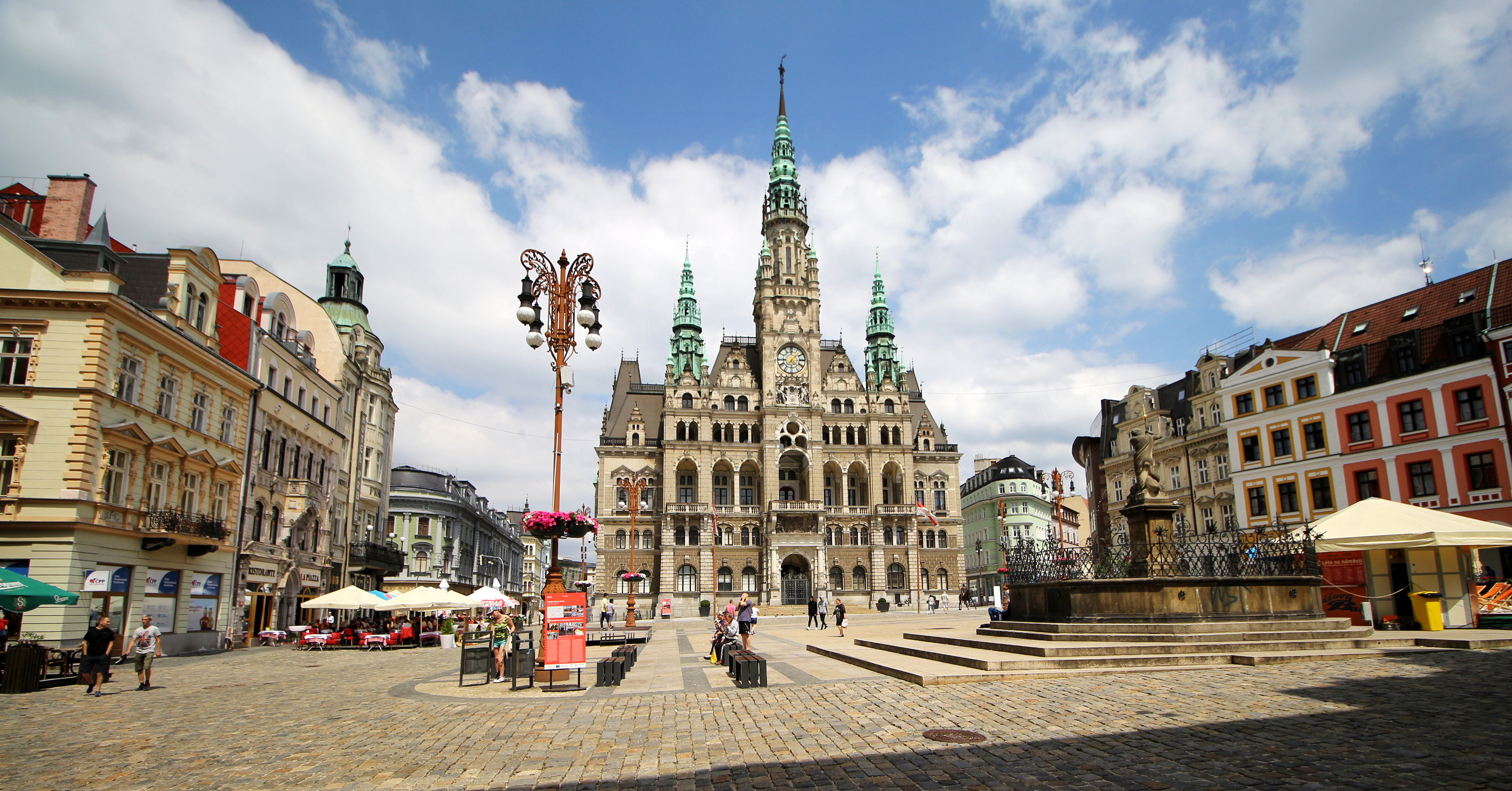
Quảng trường Dr. Edvard Beneš (2018)

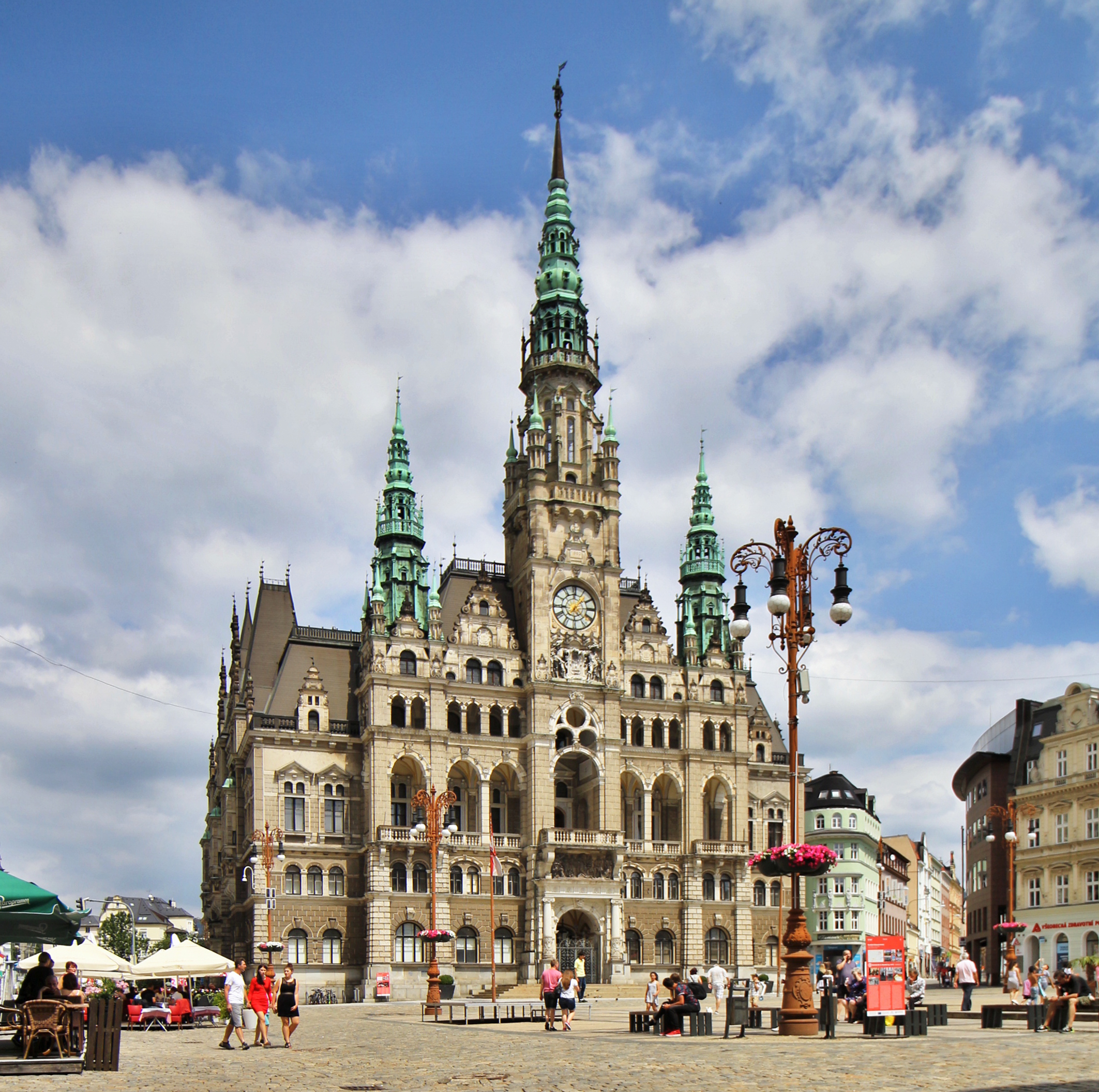
Tòa thị chính Liberec (2018)

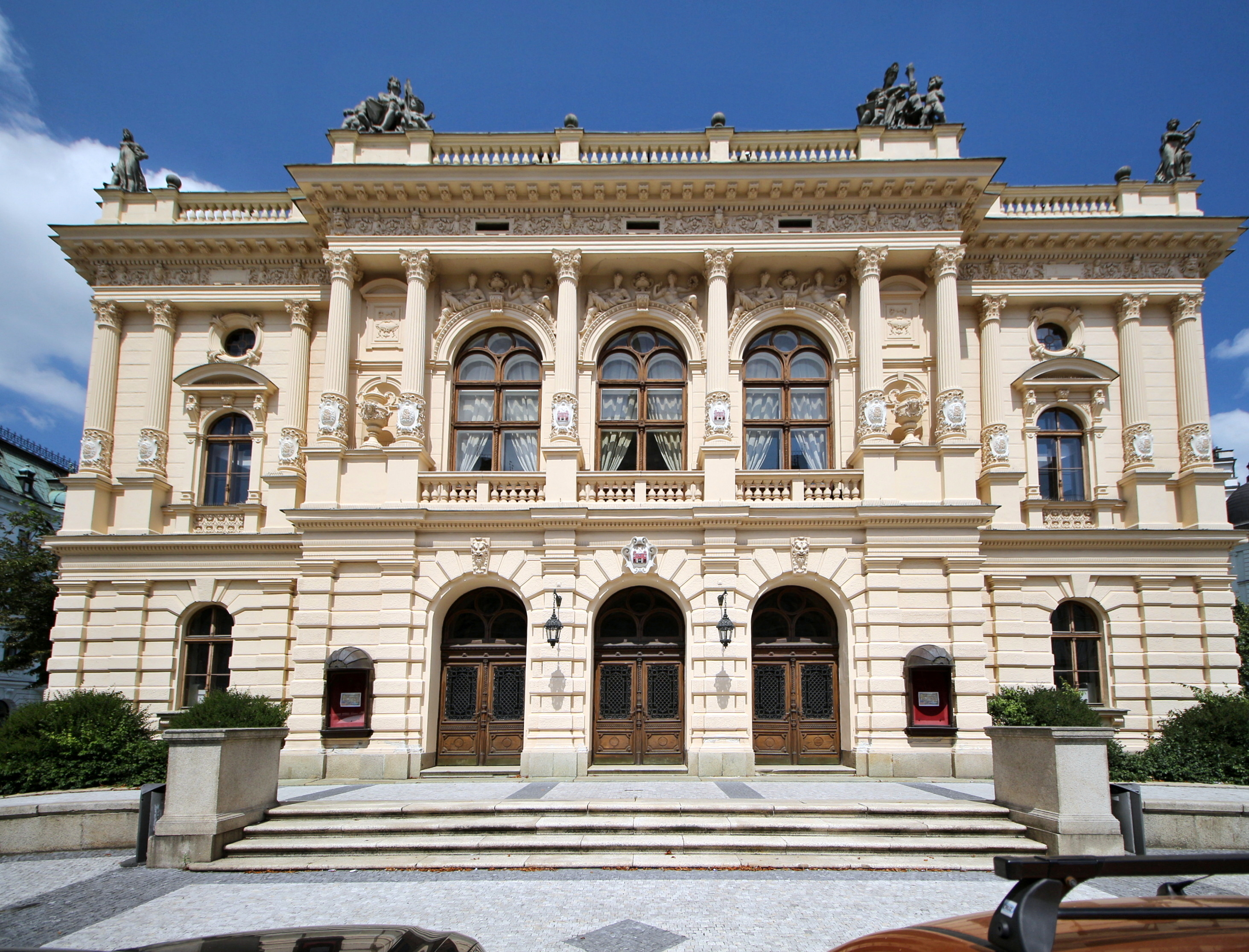
Nhà hát FX Šalda (2018)

Quảng trường Dr. Edvard Beneš (tiếng Séc: Náměstí Dr. Edvarda Beneše) là một trong những quảng trường lịch sử nổi tiếng nhất ở thành phố Liberec, Cộng hòa Séc.
Quảng trường Dr. Edvard Beneš là địa điểm tổ chức các sự kiện văn hóa, chẳng hạn như Hội chợ Liberec, chợ Giáng sinh và Phục sinh, hay các buổi biểu diễn sân khấu và âm nhạc. Đây cũng là nơi tụ tập đông người để biểu tình. Ngoài ra, quảng trường này cũng thường được sử dụng để quay một số bộ phim điện ảnh hoặc phim truyền hình, chẳng hạn như Người Nhện xa nhà (2019).

## Vị trí
Quảng trường Dr. Edvard Beneš tiếp giáp với các đường phố: Moskevská, Pražská, Kostelní, Frýdlantská, Železná, 5. května, Mariánská, Rumjancevova và Sokolská. Xung quanh quảng trường Dr. Edvard Beneš có nhiều địa danh và di tích lịch sử đáng chú ý, chẳng hạn:
- Tòa thị chính Liberec.
- Nhà hát FX Šalda.
- Đài phun nước Neptune.

## Tên gọi
Quảng trường Dr. Edvard Beneš có nhiều tên gọi khác nhau trong suốt chiều dài lịch sử, chẳng hạn như Margktt, Ring, Altstädter Platz, Alte Markt, Quảng trường Tòa thị chính hay Quảng trường Phố Cổ. Trong đó, những tên gọi chính thức qua các thời kỳ, bao gồm:
- Dr. Ed. Beneš Platz hay Dr. Edvard Beneš (1937 - 1938, đặt theo tên của Tổng thống Tiệp Khắc Edvard Beneš)
- Adolf Hitler Platz (1938 - 1945, đặt theo tên của lãnh đạo Đức Quốc xã Adolf Hitler)
- Quảng trường Tổng thống Edvard Beneš (1945 - 1952)
- Quảng trường Chiến binh Hòa bình (1952 - 1991)
- Dr. Edvard Beneš (từ năm 1991)